# Драгица Кончар
Драгица Кончар (рођ. Стојић; Јошан, код Удбине, 1. јануар 1915 — Загреб, 21. август 1942) била је учесница Народноослободилачке борбе и народни херој Југославије.

## Биографија
Рођена је 1. јануара 1915. године у селу Јошану, код Удбине. Њени родитељи, Јелена и Никола Стојић, били су најбогатији сељаци у крбавској долини. Пошто је завршила основну школу у селу и четири разреда гимназије у Кореници наставила је школовање у гимназији у Госпићу, али без успјеха. Послије тога, родитељи је шаљу у Загреб, гдје се најприје запошљава као службеник у пошти, затим као радница у фабрици папира и папирних врећица Југословенско дионичко друштво Батес, а од октобра 1935. као писар у ауто-механичарској радионици Стјепана Крушњака, да би се, августа 1937. године, запослила у Сименсу, у одјељењу за електромоторе.
У Загребу се упознала са својим земљаком Радетом Кончаром, будућим секретаром ЦК КПХ, који ју је укључио у револуционарни раднички покрет. Најприје ју је учланио у радничко спортско друштво Металац где је играла хазену, а у априлу 1936. и у Савез металаца. Од тог времена, заједно с Радетом и сама, смишљено и упорно агитује међу радницима да се учлањују у синдикат. Одлази међу раднике и у друге фабрике. Уз то, чита марксистичку литературу, сама учи да би учила друге, а пише и текстове за Женски свијет.
С Радетом се вјенчала 24. фебруара 1938. године. Убрзо послије тога, постала је члан Комунистичке партије Југославије, и као већ зрео борац за радничка права наставила да се бори за остварење револуционарних циљева радничке класе, због чега је уживала велики углед међу радницима. Истицала се у свим демонстрацијама, штрајковима и другим акцијама које је покретала и којима је руководила КПЈ у Загребу.
Због револуционарног рада, загребачка полиција ју је прогонила, хапсила и злостављала. Први пут је била ухапшена 28. децембра 1938, и у наредне двије године још пет пута. У јесен 1940. године постала је плаћени функционер у Уједињеним радничким синдикатима (УРС). И када су, 30. децембра, забрањени УРС-ови синдикати, она је 2. и 3. јануара 1941. године обишла десетак загребачких фабрика, због организовања протестних демонстрација, а сама је 4. јануара повела протестну колону на Кватерников трг, када је и шести пут ухапшена. Свједочанство о томе оставила је полиција, која је у свом извјештају написала:
Дана 4. 01. о. г. око 18,20 сати покушали су на Кватерниковом тргу неки појединци да произведу демонстрације вичући комунистичке повике, али је тај покушај у самом почетку онемогућен. Поведеним извидима је установљено да се ту нарочито истакнула Драгица Кончар, приватна намјештеница, иначе позната комунисткиња и супруга илегалца Рада Кончара. Иста је након извршених извиђа кажњена с 30 дана затвора и изгоном из Загреба 3 године.
Иако прогнана у Лику, Драгица се већ послије десетак дана враћа у Загреб, и под именом Штефица Колак и Драгица Михелић, од фебруара 1941. живи и ради илегално најприје као члан максимирског, а од јесени те године као члан чрномерачког рејонског партијског комитета, а наредне године и као члан Мјесног комитета КПХ за Загреб. Послије окупације, у условима усташког терора, често мијењајући илегалне станове, Драгица примјерно извршава партијске задатке. Била је неустрашива жена и борац дорастао најтежим искушењима. У исто вријеме, с пуно мајчинске њежности припремала се за долазак дјетета. Под туђим именом, 4. марта 1942. године, у породилишту у Петровој улици, родила је сина, и дала му, по оцу, име Раде, који је управо тих дана у Шибенику очекивао пресуду и извршење смртне казне. Послије изласка из болнице, сина — „најмлађег илегалца“ у Другом свјетском рату — прихватиле су друге илегалке и илегалци, а сама је наставила да извршава партијске задатке, мијењајући стан веома често, и поред тога, средином августа 1942, усташки агенти успијевају да је ухапсе у Чрномерцу и спроведу у затвор у Савској цести, гдје су је мучили. Драгица се држала херојски - није рекла ни ријечи. Не успевши да изнуде било какво признање, усташе су је 21. августа 1942. године бациле везану, с другог спрата, у затворско двориште.
Указом Президијума Народне скупштине ФНР Југославије 23. јула 1952. проглашена је за народног хероја.